# Дипломатические представительства и консульские учреждения в Замбии

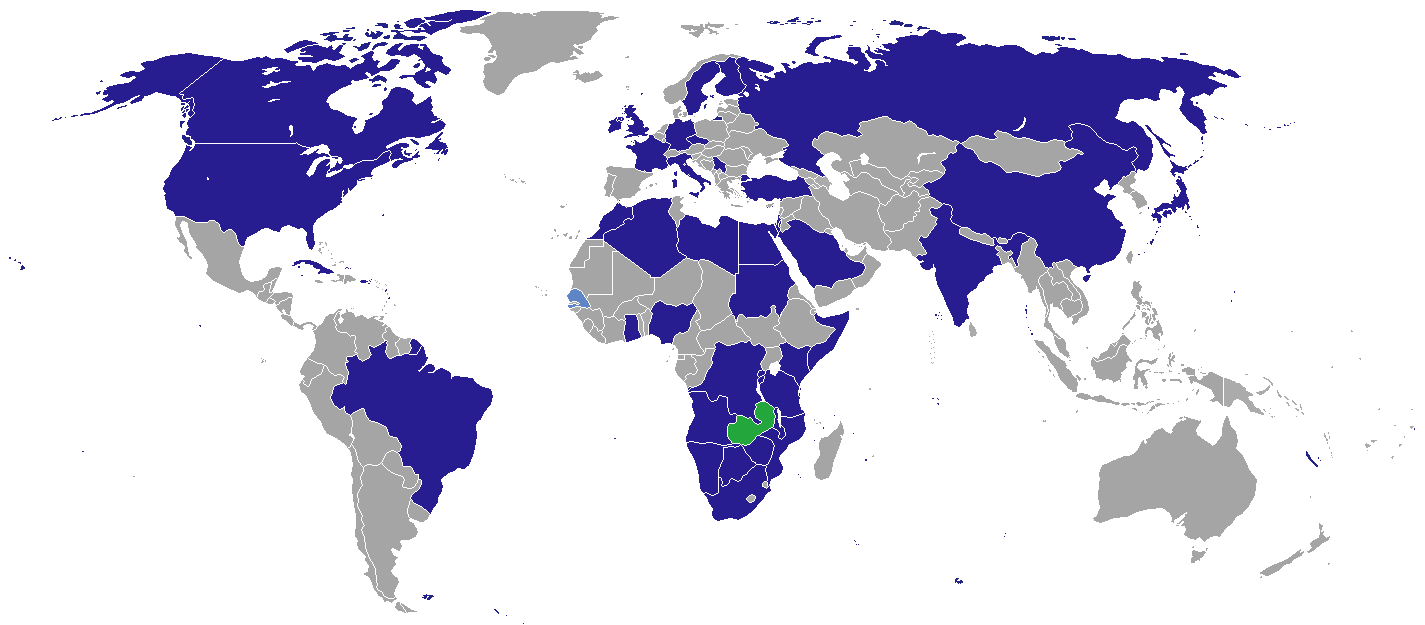
Карта дипломатических миссий в Замбии. Зелёный цвет — Замбия

Это список дипломатических миссий в Замбии. В столице Лусаке в настоящее время находится 41 посольство или высоких комиссий.

## Посольства или высокие комиссии в Лусаке
1. Алжир
2. Ангола
3. Ботсвана
4. Бразилия
5. Бурунди
6. Канада
7. Китай
8. Куба

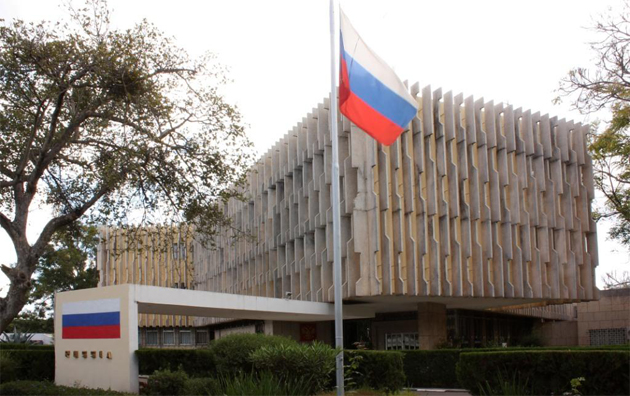
Посольство России в Лусаке

9. Демократическая Республика Конго
10. Чехия
11. Египет
12. Финляндия
13. Франция
14. Германия
15. Гана
16. Ватикан
17. Индия
18. Ирландия
19. Италия
20. Япония
21. Кения
22. Ливия
23. Малави
24. Марокко
25. Мозамбик
26. Намибия
27. Нигерия
28. Государство Палестина
29. Россия
30. Руанда
31. Саудовская Аравия
32. Сомали
33. ЮАР
34. Судан
35. Швеция
36. Танзания
37. Турция
38. Великобритания
39. США
40. Зимбабве

## Другие представительства в Лусаке
- Евросоюз (Делегация)

## Генеральные консульства

### Лусака
- Сенегал

### Монгу
- Ангола[1]

### Ндола
- ДРК[2]

### Солвези
- Ангола[1]

## Посольства и высокие комиссии нерезидентов
- Аргентина (Претория)[3]
- Австралия (Хараре)[4]
- Австрия (Найроби)[5]
- Бельгия (Дар-эс-Салам)[6]
- Кот-д’Ивуар (Киншаса)
- ЦАР (Претория)
- Камерун (Аддис-Абеба)[7]
- Хорватия (Претория)[8]
- Кипр (Претория)[9]
- Чехия (Хараре)[10]
- Дания (Дар-эс-Салам)[11]
- Эсватини (Претория)[12]
- Греция (Хараре)[13]
- Гватемала (Претория)
- Гвинея (Киншаса)
- Гаити (Претория)
- Израиль (Найроби)[14]
- Индонезия (Хараре)[15]
- Лесото (Претория)[16]
- Мали (Луанда)[17]
- Мальдивы (Нью-Дели)
- Мальта (Валлетта)[18]
- Мексика (Претория)[19]
- Малайзия (Хараре)
- Нидерланды (Хараре)[20]
- Норвегия (Лилонгве)
- Оман (Лондон)
- Филиппины (Претория)
- Португалия (Хараре)[21]
- Польша (Претория)[22]
- Румыния (Претория)[23]
- (Pretoria)[24]
- Сирия (Претория)
- Сьерра-Леоне (Найроби)
- Словакия (Претория)[25]
- Испания (Хараре)[26]
- Швейцария (Хараре)[27]
- Таиланд (Претория)
- Китайская Республика (Претория)
- Туркменистан (Эр-Рияд)
- Тринидад и Тобаго (Претория)[28]
- ОАЭ (Дар-эс-Салам)
- Украина (Претория)[29]
- Вьетнам (Луанда)

## Закрытые посольства
| Принимающий город | Отправляющая страна | Миссия           | Год закрытия | Примечания |
| ----------------- | ------------------- | ---------------- | ------------ | ---------- |
| Лусака            | Австралия           | Высокая комиссия | 1991         | [ 30 ]     |
| Лусака            | Австрия             | Посольство       | 1989         | [ 31 ]     |
| Лусака            | Чили                | Посольство       | Неизвестно   | [ 32 ]     |
| Лусака            | Нидерланды          | Посольство       | 2013         | [ 33 ]     |
| Лусака            | Северная Корея      | Посольство       | 1995         | [ 34 ]     |
| Лусака            | Норвегия            | Посольство       | 2016         | [ 35 ]     |
| Лусака            | Перу                | Посольство       | Неизвестно   | [ 36 ]     |
| Лусака            | Португалия          | Посольство       | Неизвестно   | [ 37 ]     |